# María Teresa García‐Milá Lloveras
María Teresa García‐Milá Lloveras  (Barcelona, 1955) es una economista española, presidenta de Sabadell Information Systems (Sabis), la filial tecnológica de Banco Sabadell. Catedrática del Departamento de Economía y Empresa de la Universidad Pompeu Fabra, directora de la Barcelona School of Economics, investigadora asociada del Centro de Investigación en Economía Internacional (CREI). Consejera independiente de Repsol.  

## Biografía
Licenciada en Ciencias Económicas por la Universidad de Barcelona, en 1977, y doctora en Economía por la University of Minnesota, en 1987. Especializada en macroeconomía

### Trayectoria profesional
Fue profesora en la State University de New York. También fue profesora asistente y titular, entre los años  1987 y 1990 en la Universidad Autónoma de Barcelona. En esta fecha se trasladó a la Universidad Pompeu Fabra, siendo catedrática del Departamento de Economía y Empresa en 1995. En esta universidad desempeñó diversos cargos: Decana de la Facultad de Ciencias Económicas y Empresariales, Vicerrectora de Política Científica y Directora de Departamento de Economía y Empresa. Desde 2012, directora de la Barcelona School of Economics. En 2016 designada como vocal  de la comisión de retribuciones del Sabadell. Fue consejera independiente del mismo banco y coordinadora de Economía de la Agencia Nacional de Evaluación y Perspectiva (ANEP). En 2020 fue nombrada presidenta del banco Sabadell Information Systems, que es la filial tecnológica del Sabadell. Asimismo, fue consejera independiente de Repsol.
En 2016 vicepresidenta y en 2025 presidenta del Círculo de Economía, siendo la primera mujer que ocupó estos cargo en la historia del círculo. Miembro de honor de la asociación Española de Economía, de la que también fue presidente; miembro del consejo asesor de la Autoridad Independiente de Responsabilidad Fiscal (AIReF); miembro del consejo directivo del Centre de Recerca en Economía Internacional (CREI); vicepresidenta de Barcelona Global y del patronato del Institute for Political Economy and Governance (IPEG); vocal de la comisión de Auditoría y control, y vocal de la comisión de Nombramientos.
Ponente habitual en workshops y conferencias y autora de numerosas publicaciones en materia económica.

## Premios y reconocimientos
- Colegiada de Mérito, por el Col·legi d’Economistes de Catalunya, en 2016,[12]
- Medalla "Narcís Monturiol" de la Generalitat de Cataluña, en 2019.[13][6]